# 이상해풀
이상해풀(フシギソウ 후시기소[*], 영어: Ivysaur 아이비소어[*])의 분류는 씨앗포켓몬이다. 한국명인 '이상해풀'은 일본명에서 フシギ(不思議)의 한국어 역인 '이상하다'에 ソウ(草)의 한국어 역인 '풀'를 붙여 만든 합성어이다.

## 특징
이상해씨가 진화한 모습이다. 등에 짊어진 씨가 성장하여, 꽃봉오리가 되어 있다. 이상해씨가 종종 뒷발로만 서는 경우가 있으나, 이상해풀부터는 등이 무거운 연유로 언제나 네 발로 서 있다. 꽃봉오리에서 향기가 풍겨 나오는 것은 진화의 낌새이기도 하다.

## 게임에서의 이상해풀
게임에서는 이상해씨가 레벨 16에서 이상해풀로 진화하며, 이상해풀은 레벨 32에 이상해꽃으로 진화한다.
대난투 스매시브라더스 X 스위치에서는 포켓몬 트레이너의 포켓몬 중 하나로 등장한다.

## 애니메이션에서의 이상해풀
애니메이션에서는 「이상해씨의 신기한 꽃밭」《이상해씨 난 진화가 싫어》(일본어: フシギダネのふしぎのはなぞの)에서, 꽃밭에 사는 이상해씨들이 이상해풀로 진화한다.
포켓몬 리그 6회전의 최후의 상대로서 등장. 히로시의 피카츄(레온)를 솔라빔으로 약해지게 해 마지막에 쓰러뜨려 승리했다.